# Josep Maria Prat Viciano

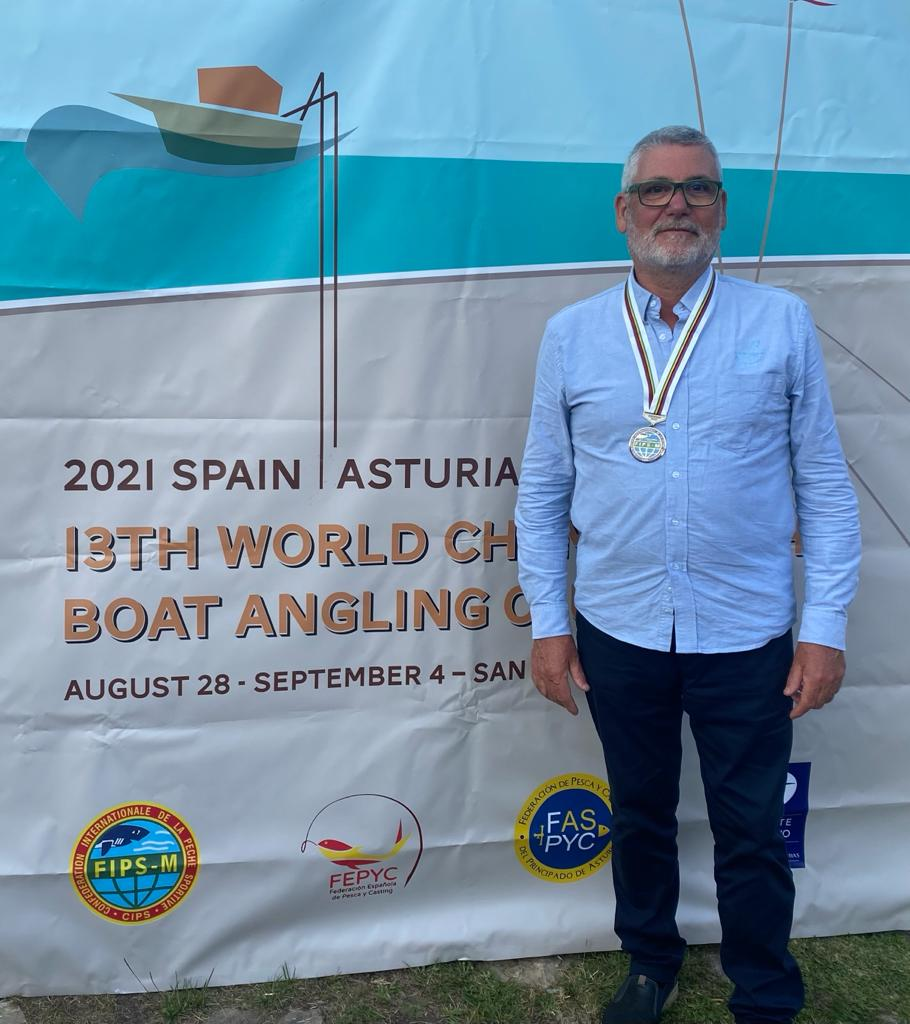
Pescador deportivo

Josep Maria Prat Viciano (Barcelona, 28 de noviembre de 1957) Es un deportista español practicante de la pesca deportiva. Inició su actividad compaginando pruebas de agua dulce y marítimas hasta conseguir el ascenso a la Alta Competición Nacional de la Federación Española de Pesca y Casting en dos modalidades de pesca en mar, abandonando las competiciones de agua dulce en las que también destacaba con títulos tanto en Campeonatos de Cataluña como nacionales, para competir exclusivamente en las modalidades de Embarcación Fondeada y Mar-Costa (Surfcasting).

## Títulos en Campeonatos Mundiales
| Especialidad         | Año  | País                   | Medalla | Modalidad   |
| Embarcación Fondeada | 1993 | Francia (Anglet)       | plata   | selecciones |
| Embarcación Fondeada | 1995 | España (Mallorca)      | plata   | selecciones |
| Embarcación Fondeada | 2002 | Belgica (Ostende)      | oro     | selecciones |
| Embarcación Fondeada | 2003 | Irlanda (Newport)      | bronce  | selecciones |
| Embarcación Fondeada | 2007 | Bélgica (Blakenberge)  | oro     | selecciones |
| Embarcación Fondeada | 2021 | España (Asturias)      | plata   | clubes      |
| Mar Costa            | 1999 | Brasil (Caraguatatura) | plata   | clubes      |
| Mar Costa            | 2006 | Francia (Las Landas)   | bronce  | clubes      |
| Mar Costa            | 2011 | Italia (Toscana)       | plata   | selecciones |
| Mar Costa            | 2022 | Chipre                 | oro     | clubes      |
| Mar Costa            | 2023 | España                 | bronce  | clubes      |

## Títulos de Campeonatos en España
| EMBARCACIÓN FONDEADA | EMBARCACIÓN FONDEADA  | EMBARCACIÓN FONDEADA   | EMBARCACIÓN FONDEADA  | EMBARCACIÓN FONDEADA  | SURF CASTING       | SURF CASTING          | SURF CASTING         |
| Año                  | Individual            | Selecciones            | Clubes                | Duos                  | Individual         | Selecciones           | Clubes               |
| 1990                 | ORO (Galicia)         | BRONCE (Galicia)       |                       |                       |                    |                       |                      |
| 1992                 | ORO (Baleares)        | PLATA (Baleares)       |                       |                       |                    |                       | ORO (C.Valenciana)   |
| 1993                 | BRONCE (Andalucía)    | PLATA (Andalucía)      |                       |                       |                    |                       |                      |
| 1994                 | PLATA (C. Valenciana) | BRONCE (C. Valenciana) |                       |                       |                    | BRONCE (Andalucía)    |                      |
| 1996                 |                       |                        |                       |                       |                    |                       | ORO (Andalucía)      |
| 1997                 | ORO (Cataluña)        |                        |                       |                       |                    |                       |                      |
| 1998                 |                       | BRONCE (Baleares)      |                       |                       |                    |                       | ORO (Baleares)       |
| 1999                 |                       |                        |                       |                       |                    |                       | BRONCE (Melilla)     |
| 2001                 | BRONCE (Baleares)     | PLATA (Baleares)       |                       |                       |                    |                       |                      |
| 2003                 |                       |                        |                       |                       |                    | ORO (Andalucía)       | BRONCE (Galicia)     |
| 2004                 |                       | ORO(Andalucía)         |                       |                       |                    |                       |                      |
| 2005                 |                       |                        | PLATA (Galicia)       |                       |                    |                       | ORO (Cataluña)       |
| 2006                 | BRONCE (Galicia)      | PLATA (Galicia)        | PLATA (Asturias)      |                       |                    | ORO (Cataluña)        |                      |
| 2007                 |                       | ORO (Cantabria)        |                       |                       |                    |                       |                      |
| 2008                 | BRONCE (Cataluña)     | BRONCE (Cataluña)      |                       |                       |                    | BRONCE (Andalucía)    |                      |
| 2009                 |                       | PLATA (C.Valenciana)   | BRONCE (C.Valenciana) |                       |                    | ORO (Melilla)         |                      |
| 2010                 |                       |                        | BRONCE (C.Valenciana) |                       |                    | PLATA (Euskadi)       |                      |
| 2011                 |                       |                        | BRONCE (Melilla)      | BRONCE (C.Valenciana) |                    | BRONCE (C.Valenciana) |                      |
| 2012                 | PLATA (Andalucía)     | BRONCE (Andalucía)     |                       |                       |                    | PLATA (Baleares)      |                      |
| 2013                 |                       |                        |                       |                       |                    |                       | PLATA (C.Valenciana) |
| 2014                 |                       | PLATA (Asturias)       |                       |                       |                    |                       |                      |
| 2016                 |                       |                        | ORO (Euskadi)         |                       |                    |                       |                      |
| 2018                 |                       |                        |                       |                       | ORO (C.Valenciana) | BRONCE (C.Valenciana) |                      |
| 2019                 | ORO (Galicia)         |                        |                       |                       |                    |                       |                      |
| 2021                 | BRONCE (Asturias)     |                        |                       |                       |                    |                       | PLATA (Cataluña)     |
| 2022                 |                       | BRONCE (C.Valenciana)  |                       |                       |                    | PLATA (C.Valenciana)  |                      |
| 2023                 |                       |                        |                       | ORO (Canarias)        |                    |                       |                      |

En Campeonatos de España ha conseguido un total de 51 podios entre los años 1990 y 2023 y 28 títulos como Campeón de Cataluña entre las diferentes modalidades practicadas.
Miembro fundador del equipo de competición de Mar Costa "Kali Kunnan" que con 30 años de história es el de mayor trayectoria y resultados de la pesca deportiva en España en la modalidad de mar costa desde su inicio en 1989 hasta la actualidad.
Compaginándolo con su actividad en competición, ha ejercido el periodismo deportivo publicando cientos de artículos en revistas especializadas. Es autor de la "Guia de Catalunya de pesca des de costa" publicada por editorial Pòrtic en 2001. Ha participado en programas de rádio y TV especializados. También ha ejercido durante más de 15 años como juez árbitro de la Federación Española de Pesca y Casting en competiciones nacionales e internacionales. Ha sido directivo en diversos clubes deportivos y miembro de diversas juntas directivas de las Federaciones Catalana y Española de pesca deportiva.